# 용혈성 빈혈
용혈성 빈혈(溶血性貧血, 영어: hemolytic anemiaHemolytic anemia)은 혈관(혈관내 용혈) 또는 인체의 다른 곳(혈관외)에서 적혈구(RBC)가 비정상적으로 파괴되는 용혈로 인한 빈혈의 한 형태이다. 이것은 가장 일반적으로 비장 내에서 발생하지만 세망내피계 또는 기계적으로(인공 판막 손상) 발생할 수도 있다. 용혈성 빈혈은 기존의 모든 빈혈의 5%를 차지한다. 일반적인 증상에서 생명을 위협하는 전신 효과에 이르기까지 다양한 결과를 초래할 수 있다. 용혈성 빈혈의 일반적인 분류는 내인성 또는 외인성이다. 치료는 용혈성 빈혈의 유형과 원인에 따라 다르다.
용혈성 빈혈의 증상은 다른 형태의 빈혈(피로 및 숨가쁨)과 유사하지만, 또한 적혈구의 분해는 황달을 유발하고 담석 및 폐고혈압과 같은 특정 장기 합병증의 위험을 증가시킨다.

## 징후 및 증상
용혈성 빈혈의 증상은 빈혈의 일반적인 징후와 유사하다. 일반적인 징후와 증상에는 피로, 창백함, 숨가쁨, 빈맥 등이 있다. 또한 오한, 황달, 짙은 소변, 비장 비대와 같은 용혈과 관련된 증상이 나타날 수 있다. 병력의 특정 측면은 약물, 약물 부작용, 자가면역 장애, 수혈 반응, 인공 심장 판막 의 존재 또는 기타 의학적 질병과 같은 용혈의 원인을 암시할 수 있다.
만성 용혈은 빌리루빈의 담도내 배설을 증가시켜 담석을 유발할 수 있다. 유리 헤모글로빈의 지속적인 방출은 폐동맥 고혈압( 폐동맥에 대한 압력 증가)의 발병과 관련이 있다. 이것은 차례로 실신 (실신), 흉통 및 진행성 호흡곤란의 에피소드로 이어진다. 폐 고혈압은 결국 우심실 심부전을 유발하며, 그 증상은 말초 부종 (다리 피부에 체액 축적) 및 복수(복강에 체액 축적)이다.

## 원인
그들은 용혈의 수단에 따라 원인이 적혈구 (RBC) 자체와 관련된 경우 내인성 또는 RBC 외부 요인이 우세한 경우 외인성으로 분류될 수 있다. 내재적 영향에는 적혈구 단백질 또는 산화 스트레스 처리 문제가 포함될 수 있는 반면, 외적 요인에는 면역 공격 및 미세혈관 혈관병증이 포함된다(적혈구는 순환 중에 기계적으로 손상됨).
유전성(선천성) 용혈성 빈혈은 다음으로 인해 발생할 수 있다. :
- 적혈구막 생성의 결함(유전 구상적혈구증 및 유전 타원세포증에서와 같이).[1]
- 헤모글로빈 생산의 결함( 지중해빈혈, 겸형 적혈구 빈혈증 및 선천적 적혈구 생성 빈혈증 에서와 같이).[1]
- 적혈구 대사 결함( 포도당-6-인산 탈수소효소 결핍 및 피루브산 키나제 결핍 에서와 같이).[8][9]
- 윌슨병은 적혈구를 파괴하는 혈액 순환의 과도한 무기 구리로 인해 드물게 용혈성 빈혈과 함께 나타날 수 있다(용혈의 기전은 아직 불분명함).[10]

후천성 용혈성 빈혈은 면역 매개 원인, 약물 및 기타 기타 원인에 의해 발생할 수 있다.
- 면역 매개 원인에는 Mycoplasma pneumoniae 감염( 한랭응집소병 )[11]과 같은 일시적인 요인이나 자가면역 용혈성 빈혈[12]과 같은 자가 면역 질환 과 같은 영구적인 요인이 포함될 수 있다( 전신성 홍반성 루푸스, 류마티스 관절염, 호지킨 림프종 및 만성 림프구성 백혈병 ).[1]
- 평세포 용혈성 빈혈[13]
- 문맥 고혈압 과 같은 비장 과다증 (비장의 활동 증가)의 모든 원인 .[14]
- 후천성 용혈성 빈혈은 화상 과 특정 감염(예: 말라리아 )의 결과로도 발생한다.[12][15]
- 때때로 Marchiafava-Micheli 증후군이라고도 하는 발작성 야간 혈색소뇨 증(PNH)은 보체 유발 혈관내 용혈성 빈혈을 특징으로 하는 희귀한 후천성, 잠재적으로 생명을 위협하는 혈액 질환이다.[16]
- 환경으로 인한 납 중독은 비면역성 용혈성 빈혈을 유발한다.[17]
- 유사하게, 아르신이나 스티빈에 의한 중독도 용혈성 빈혈을 유발한다.[18]
- 달리는 사람은 발에 충격을 가할 때 발에 있는 적혈구가 파괴되기 때문에 " 보행성 용혈 "로 인해 용혈성 빈혈이 발생할 수 있다.[19][20]
- 인공심장판막 수용자의 70%에서 저등급 용혈성 빈혈이 발생하고 3%에서 중증 용혈성 빈혈이 발생한다.[21]

## 기구
용혈성 빈혈에는 두 가지 주요 기전이 있다. 혈관 내 및 혈관 외가 그것이다.
혈관내 용혈은 주로 혈관계 내부에서 발생하는 용혈을 말한다. 그 결과 적혈구의 내용물이 전신 순환계로 방출되어 헤모글로빈 혈증을 일으키고 이에 따른 고빌리루빈혈증의 위험이 증가한다.
혈관내 용혈은 적혈구가 자가항체의 표적이 되어 보체 고정으로 이어지거나 바베시아 와 같은 기생충에 의한 손상에 의해 발생할 수 있다.
혈관외 용혈은 간, 비장, 골수 및 림프절 에서 일어나는 용혈을 말한다. 이 경우 약간의 헤모글로빈이 혈장으로 빠져나간다. 이들 기관에 있는 세망내피계 의 대식세포는 구조적으로 결함이 있는 적혈구 또는 항체가 부착된 적혈구를 파괴하고 비접합 빌리루빈을 혈장 순환으로 방출한다. 일반적으로 비장은 경미한 비정상 적혈구나 IgG 항체 코팅된 적혈구를 파괴하는 반면, 심하게 비정상적이거나 IgM 항체로 코팅된 적혈구는 순환계나 간에서 파괴된다.

## 진단
용혈성 빈혈의 진단은 증상의 집합에 기초하여 의심할 수 있으며 주로 빈혈의 존재, 미성숙 적혈구(망상적혈구)의 증가된 비율 및 유리 결합 단백질인 합토글로빈 수준의 감소에 기초한다. 헤모글로빈. 말초 혈액 도말 검사 및 기타 일부 실험실 연구는 진단에 기여할 수 있다. 용혈성 빈혈의 증상에는 모든 빈혈에서 발생할 수 있는 증상과 용혈의 특정 결과가 포함된다. 모든 빈혈은 심한 경우 피로, 숨가쁨, 운동 능력 감소를 유발할 수 있다. 특히 용혈과 관련된 증상에는 헤모글로빈 ( 헤모글로빈뇨 )의 존재로 인한 황달 과 짙은 색의 소변이 있다. 아침 혈색소뇨증으로 제한되면 발작성 야간 혈색소뇨증 이 나타날 수 있다. 말초 혈액 도말 검사 에서 현미경으로 혈액을 직접 검사하면 주분혈 세포( schistocytes )라고 하는 적혈구 조각, 구체처럼 보이는 적혈구( 구형 세포 ) 및 작은 조각이 없는 적혈구가 나타날 수 있다. 새로 생성된 적혈구(망상적혈구)의 수가 증가하는 것도 빈혈에 대한 골수 보상의 징후일 수 있다. 용혈성 빈혈을 조사하기 위해 일반적으로 사용되는 실험실 연구에는 적혈구, 빌리루빈 및 젖산 탈수소효소의 분해 산물에 대한 혈액 검사, 유리 헤모글로빈 결합 단백질 합토글로빈에 대한 검사, 자가면역 용혈 을 시사하는 적혈구에 대한 항체 결합을 평가하는 직접 Coombs 검사 가 포함된다.

## 치료
최종 치료는 원인에 따라 다르다.
- 현저한 빈혈이 있는 경우 수혈로 대증 치료를 할 수 있다. Coombs 검사 양성은 환자 수혈에 대한 상대적인 금기 사항이다. 한랭 용혈성 빈혈의 경우 따뜻한 혈액을 수혈하는 것이 유리한다.
- 중증 면역 관련 용혈성 빈혈의 경우 스테로이드 요법이 필요한 경우가 있다.
- 스테로이드 내성의 경우 리툭시맙 또는 면역억제제(아자티오프린, 시클로포스파미드)의 추가를 고려할 수 있다.
- 메틸프레드니솔론과 정맥 면역글로불린의 결합은 급성 중증 사례에서 용혈을 조절할 수 있다.
- 때로는 비장절제술이 혈관외 용혈 또는 유전성 구상적혈구증이 우세한 경우(즉, 대부분의 적혈구가 비장에서 제거되는 경우) 도움이 될 수 있다.[31]